# Paralogisticus drumonti
Paralogisticus drumonti är en skalbaggsart som beskrevs av Antonio Vives 2006. Paralogisticus drumonti ingår i släktet Paralogisticus och familjen långhorningar.
Artens utbredningsområde är Madagaskar. Inga underarter finns listade i Catalogue of Life.